# Route nationale 3 (Bénin)
Pour les articles homonymes, voir Route nationale 3.
La route nationale 3 (RN 3) est une route béninoise allant de Sakété à Kétou. Sa longueur est de 81 km.

## Modes de transport

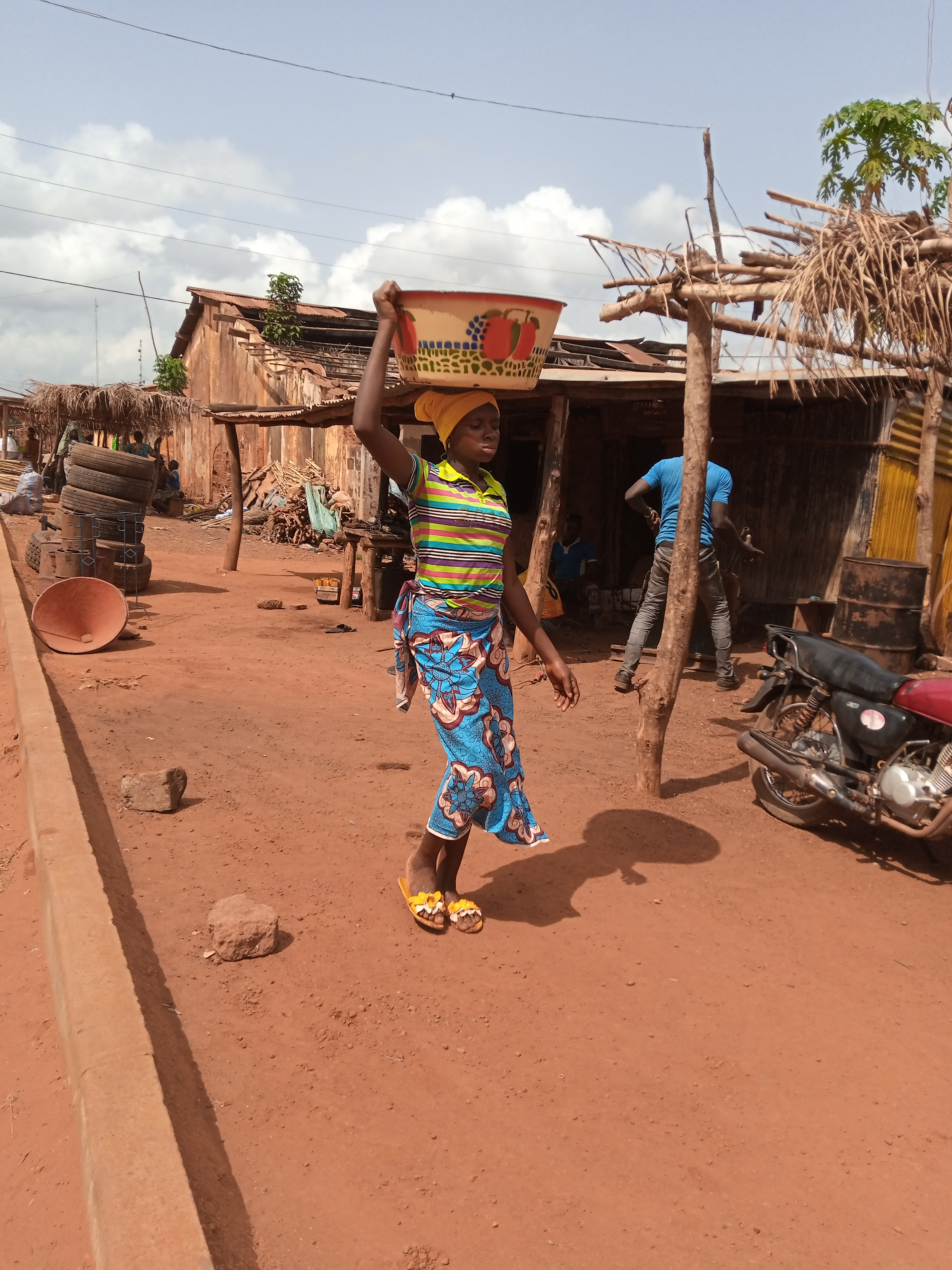
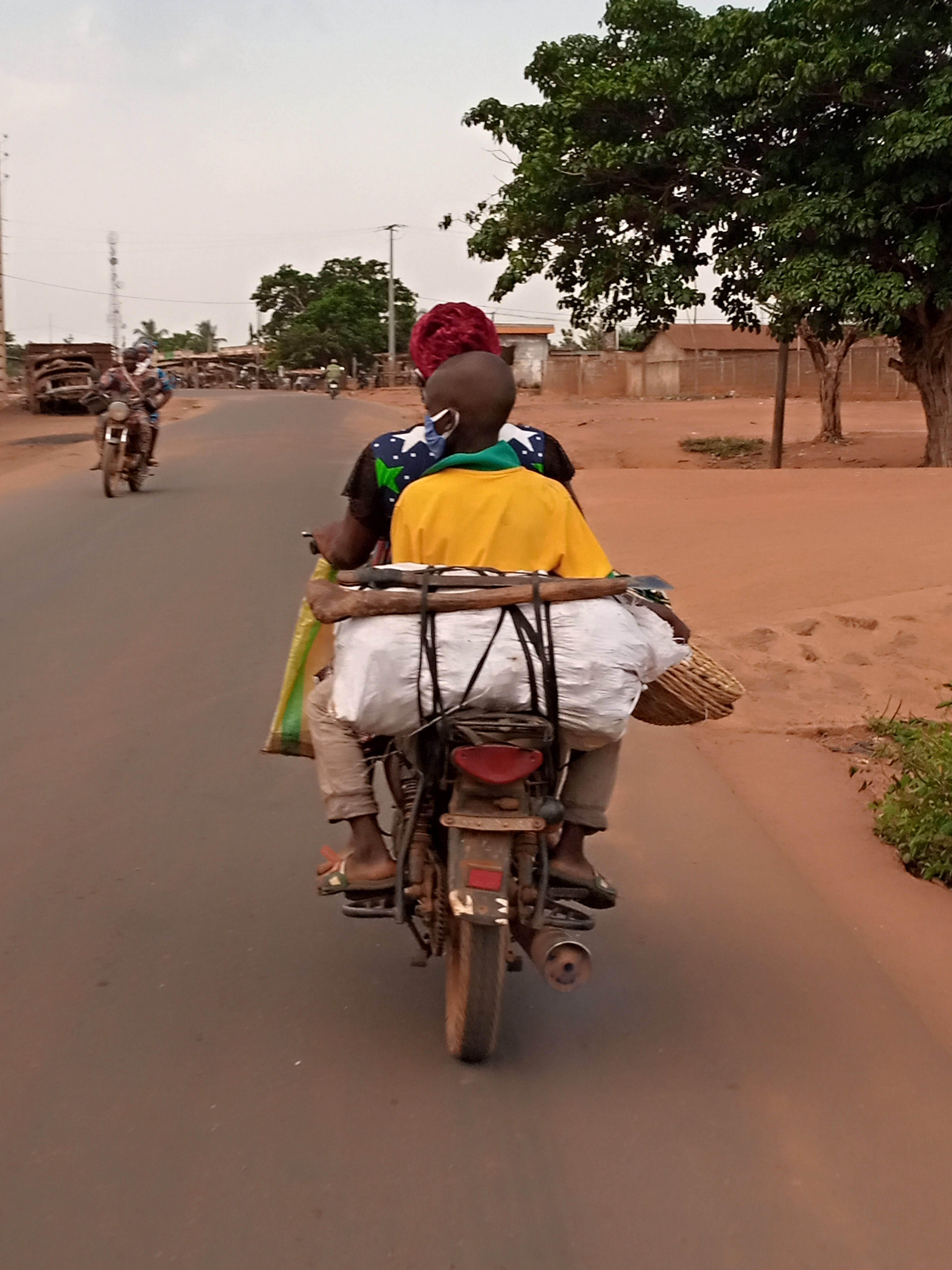
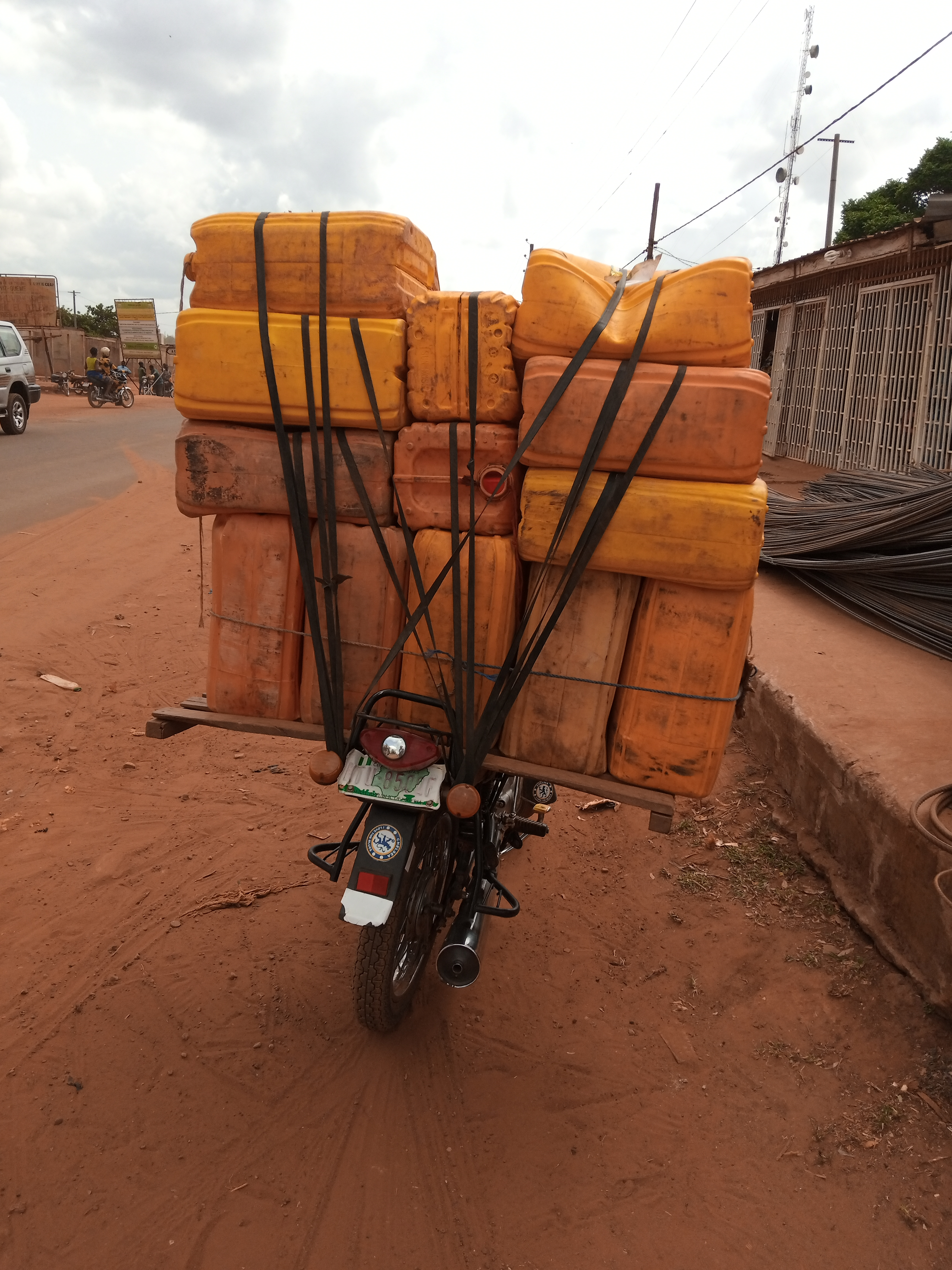
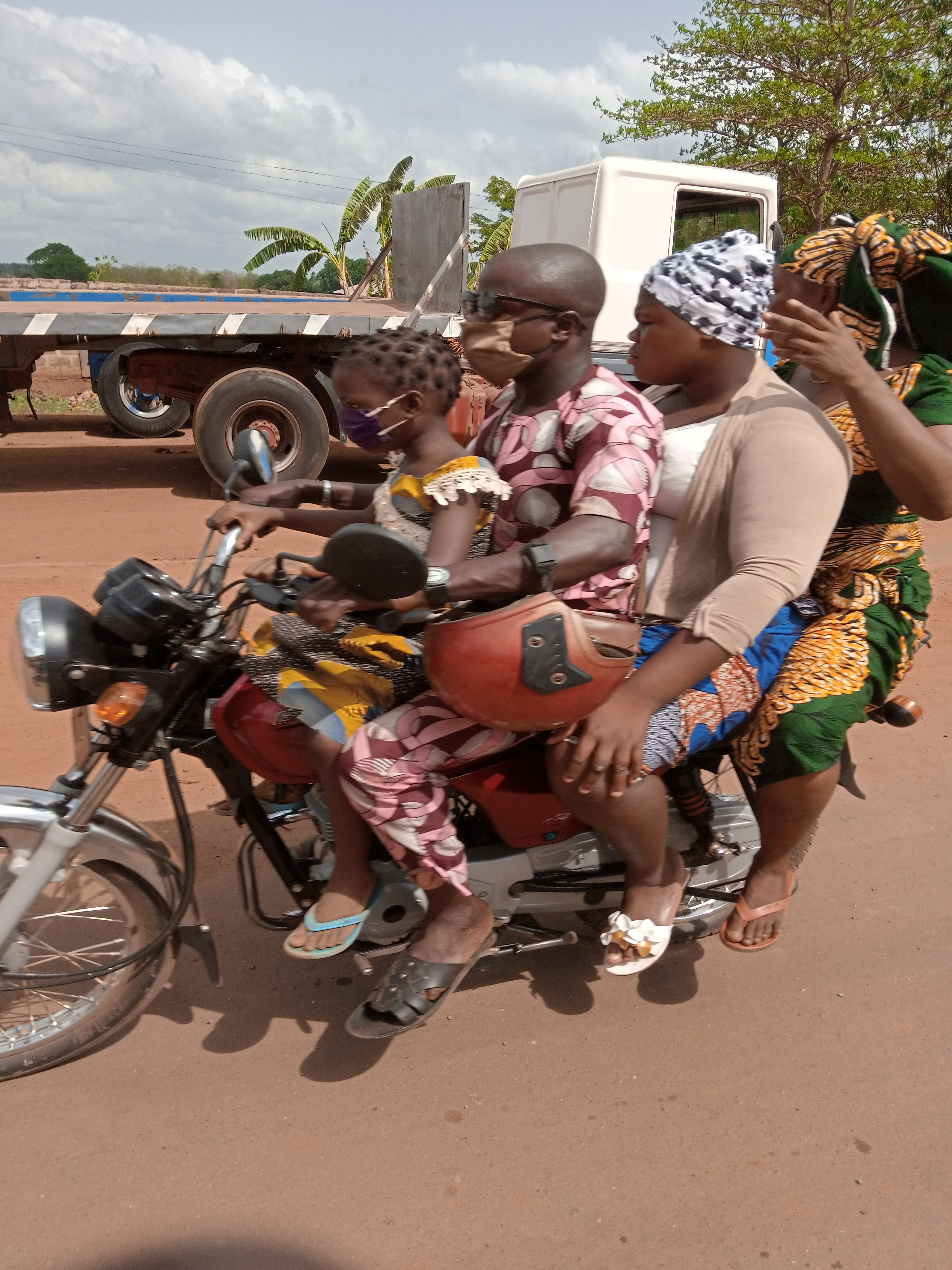
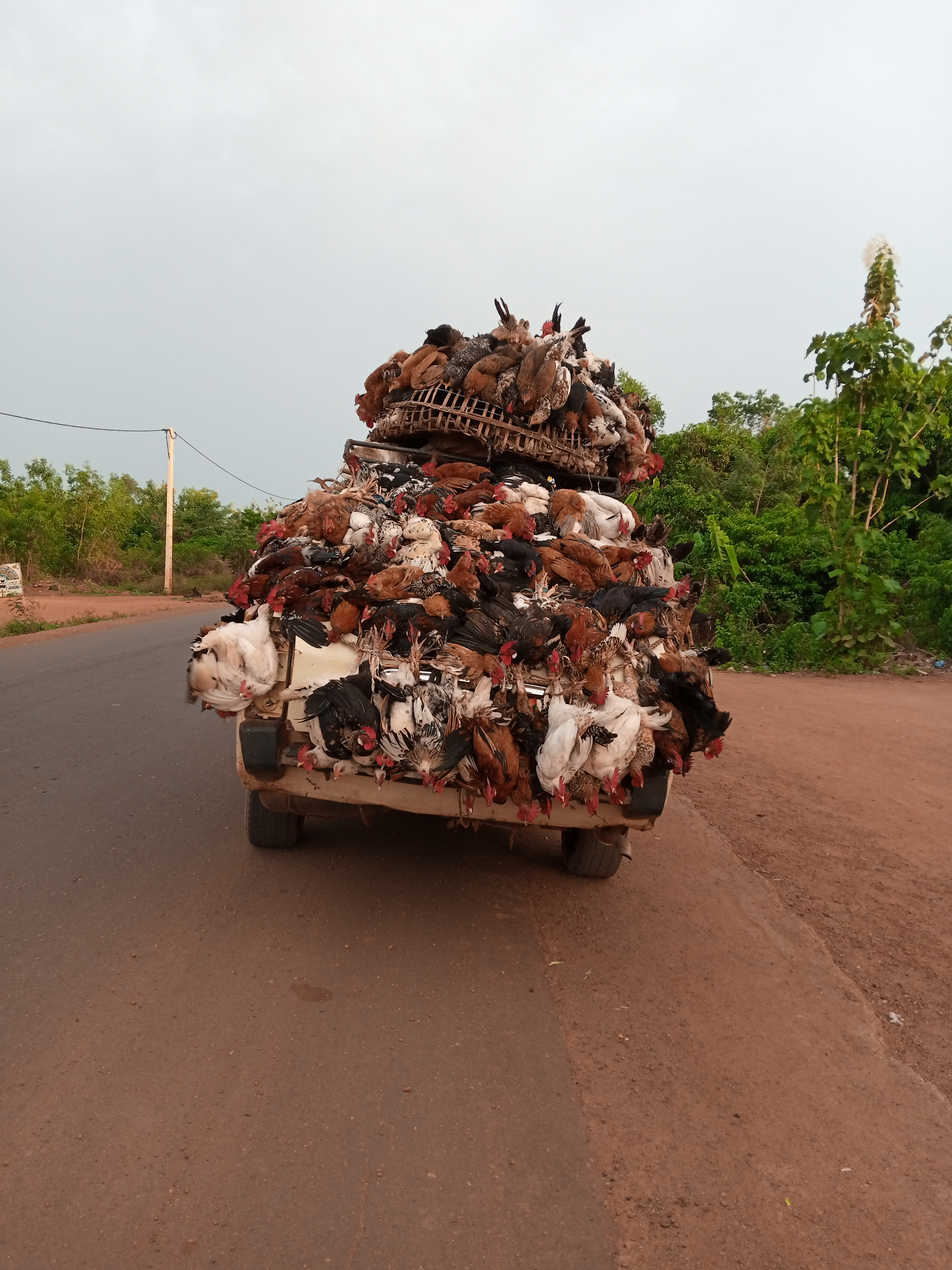
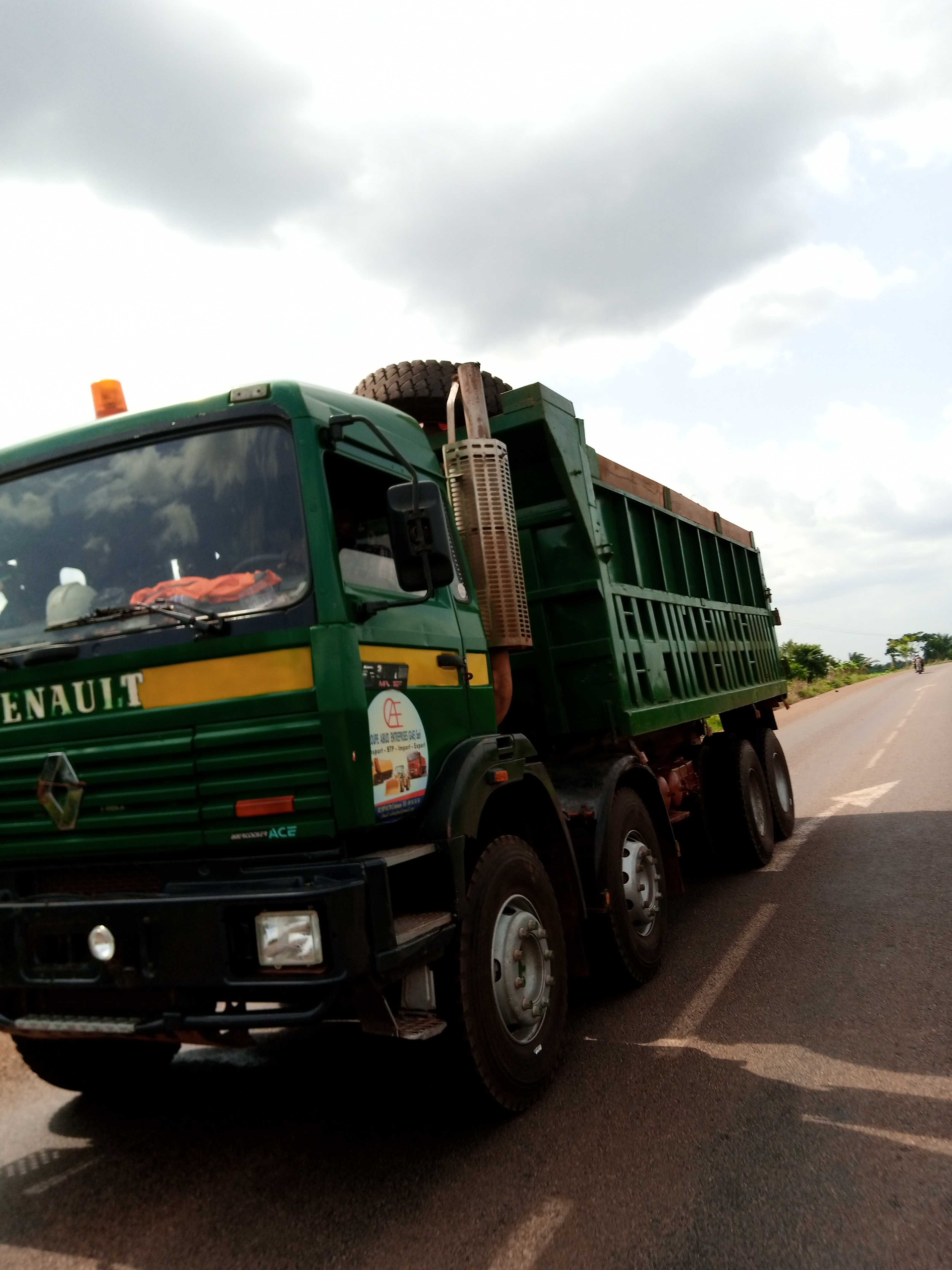
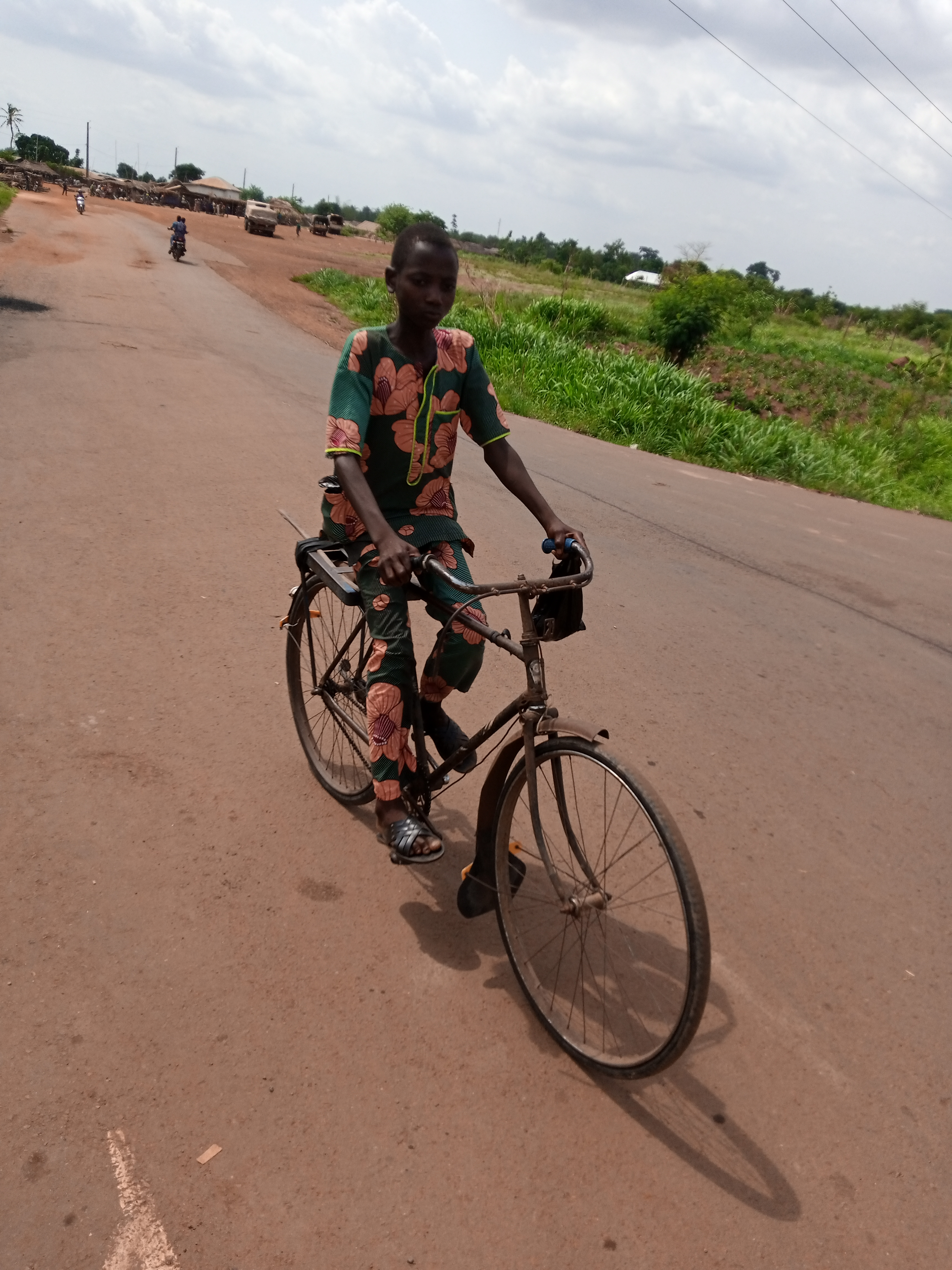
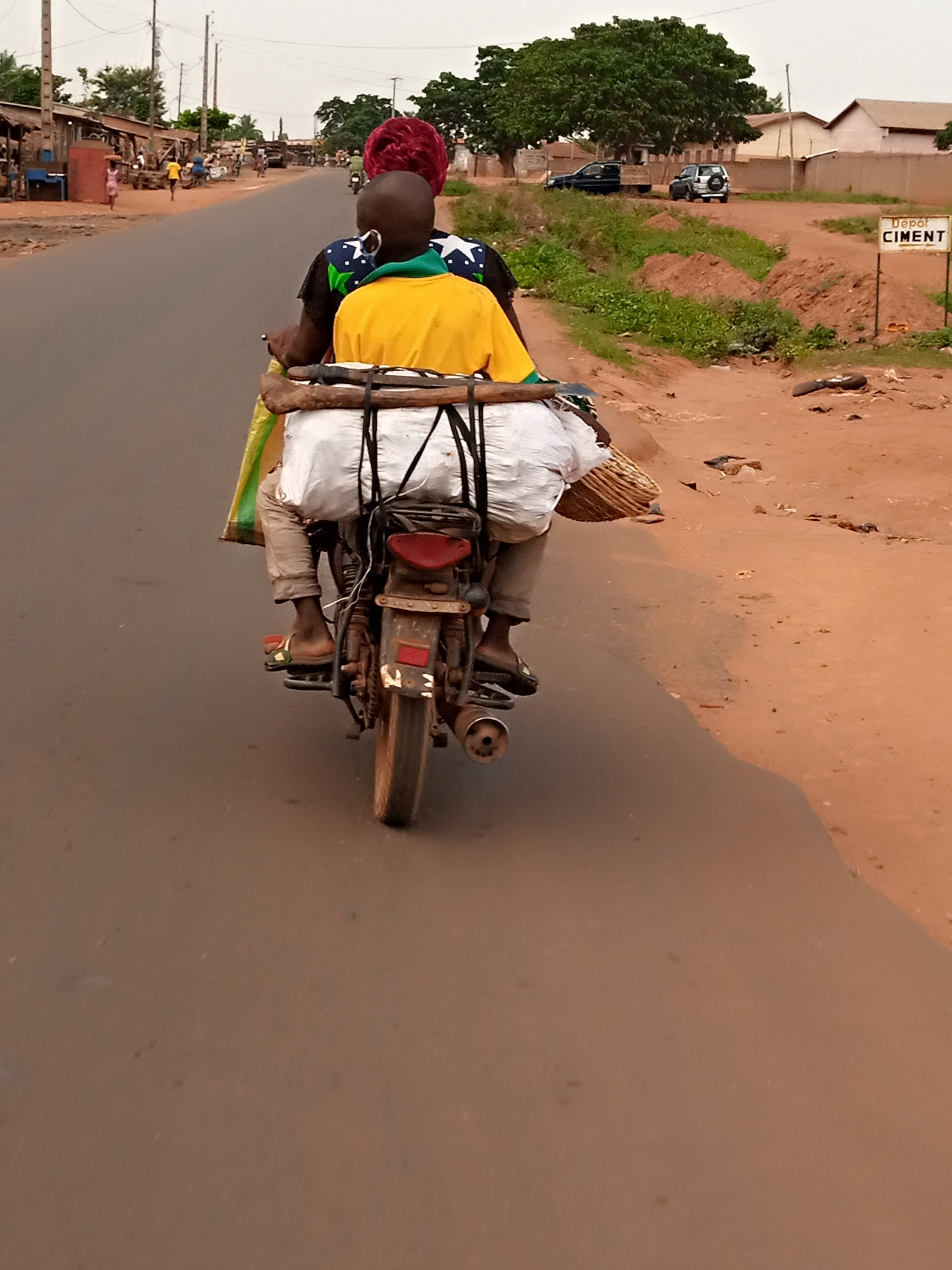
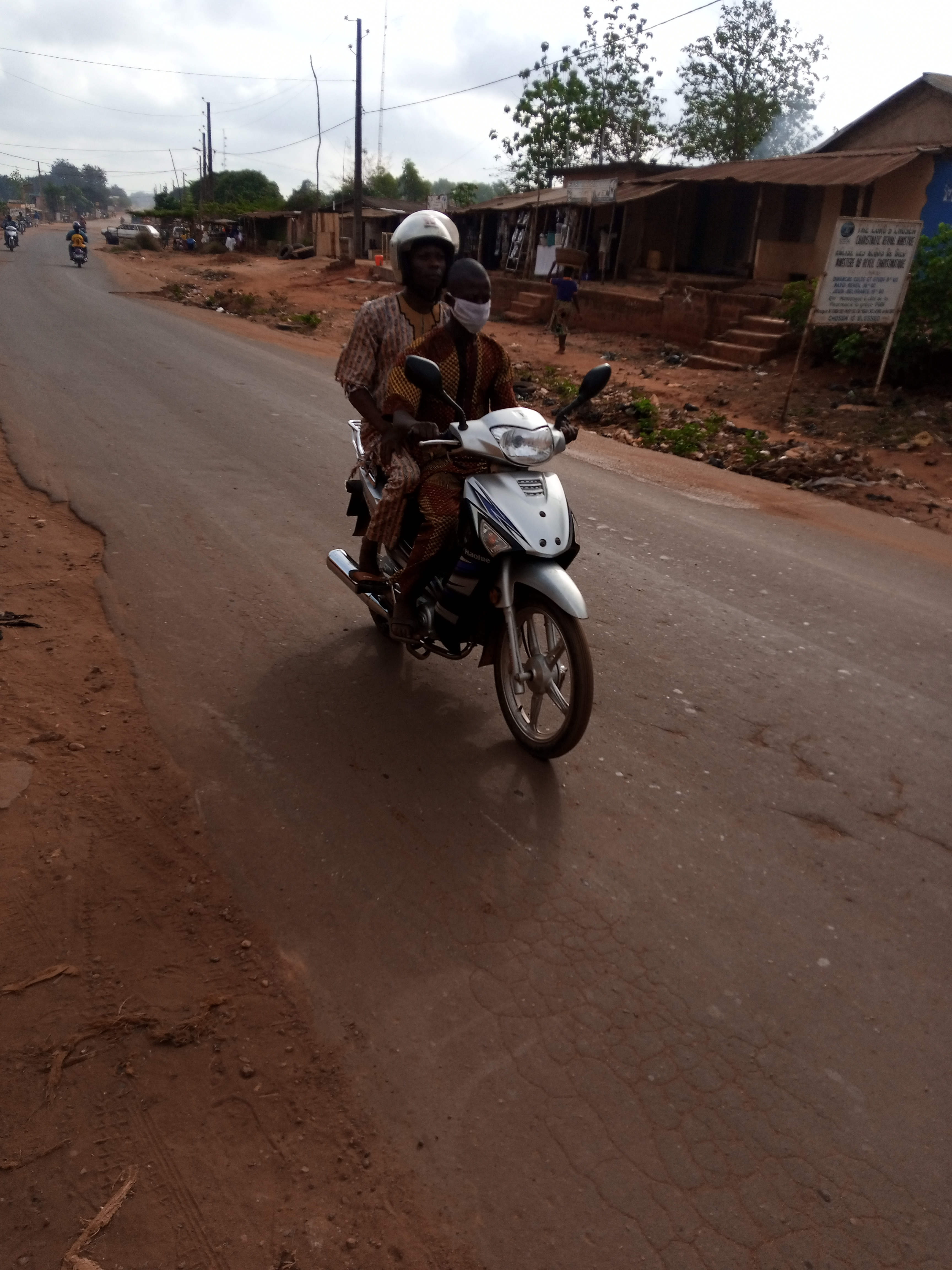
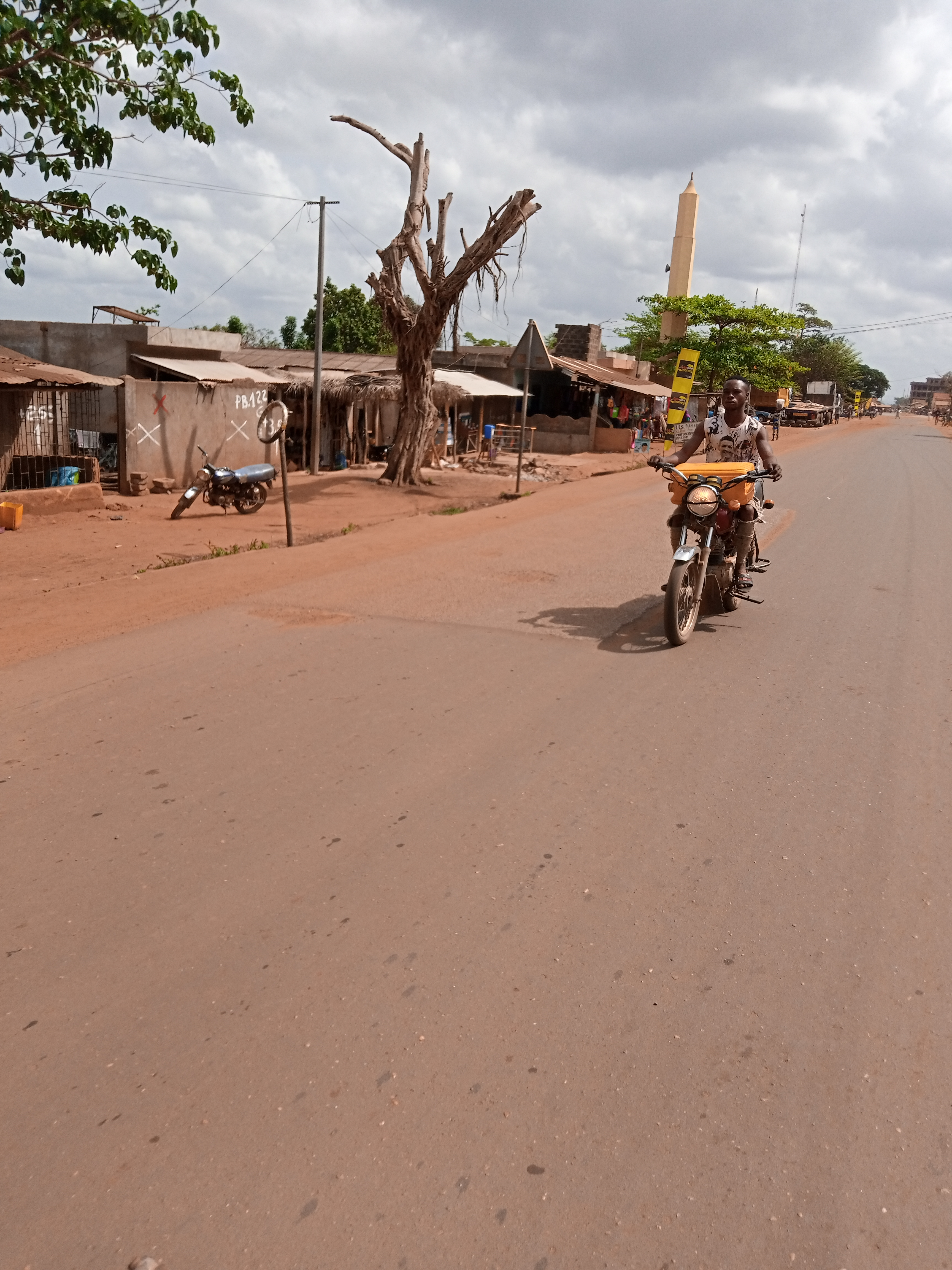
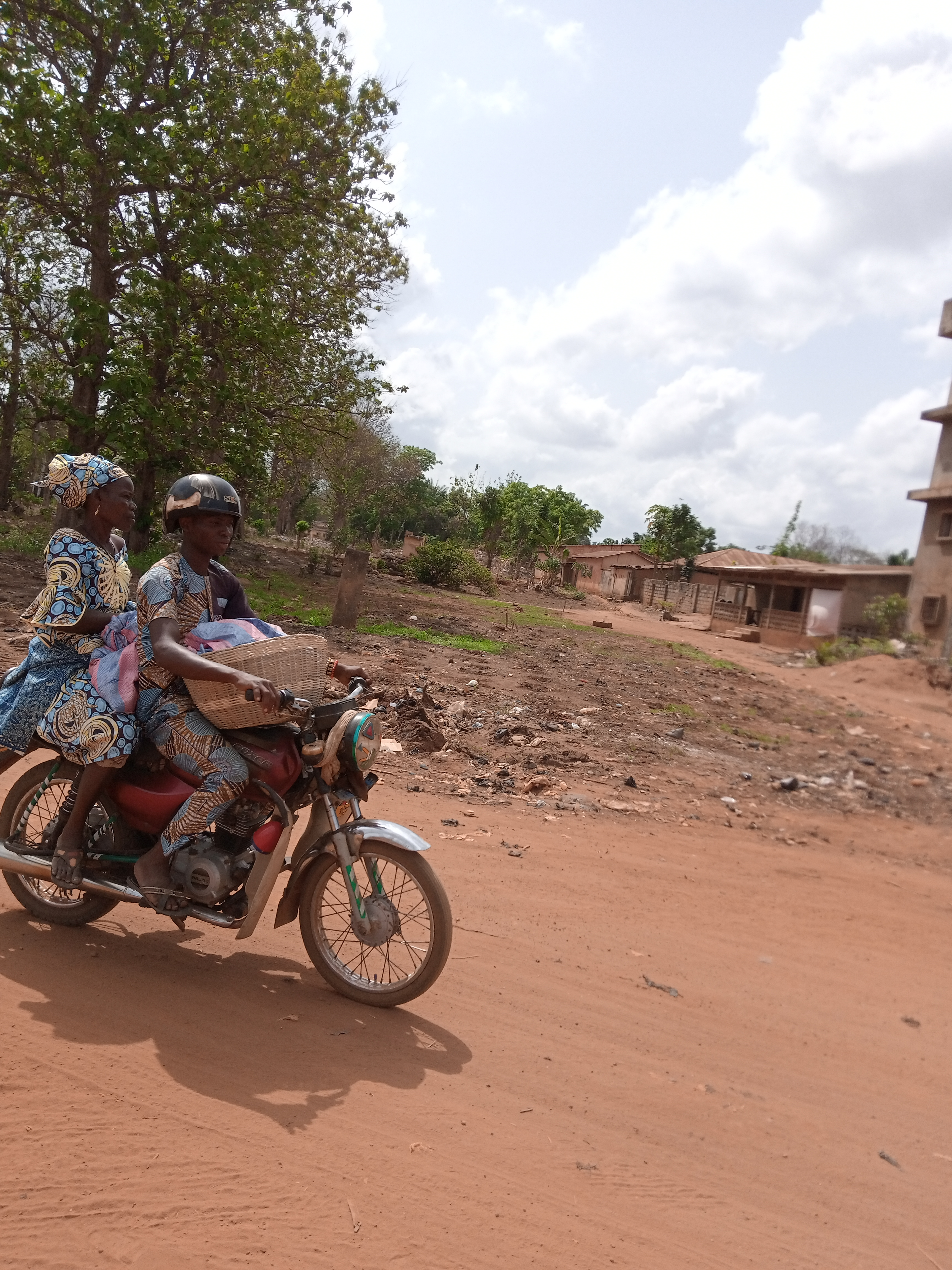
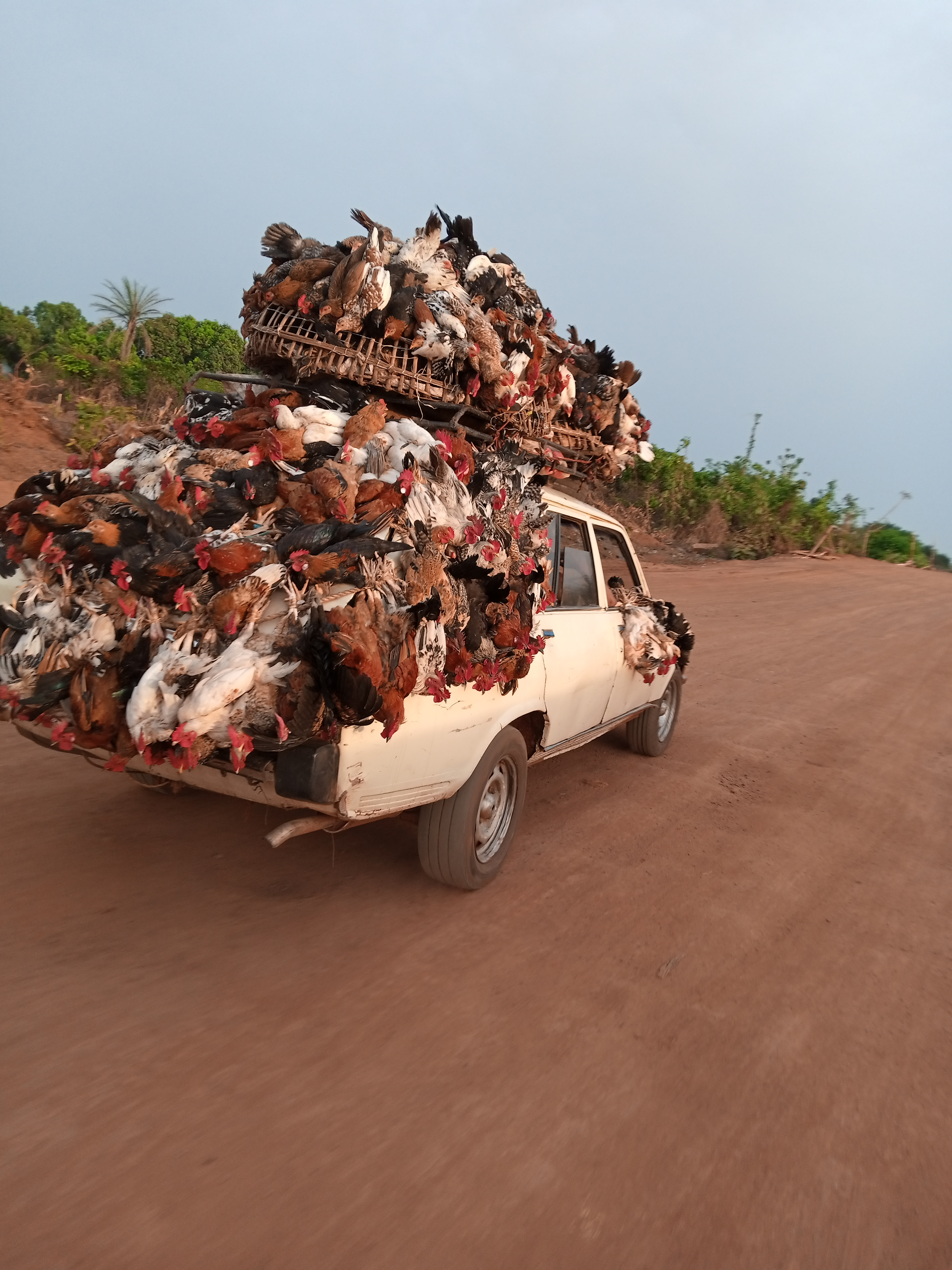
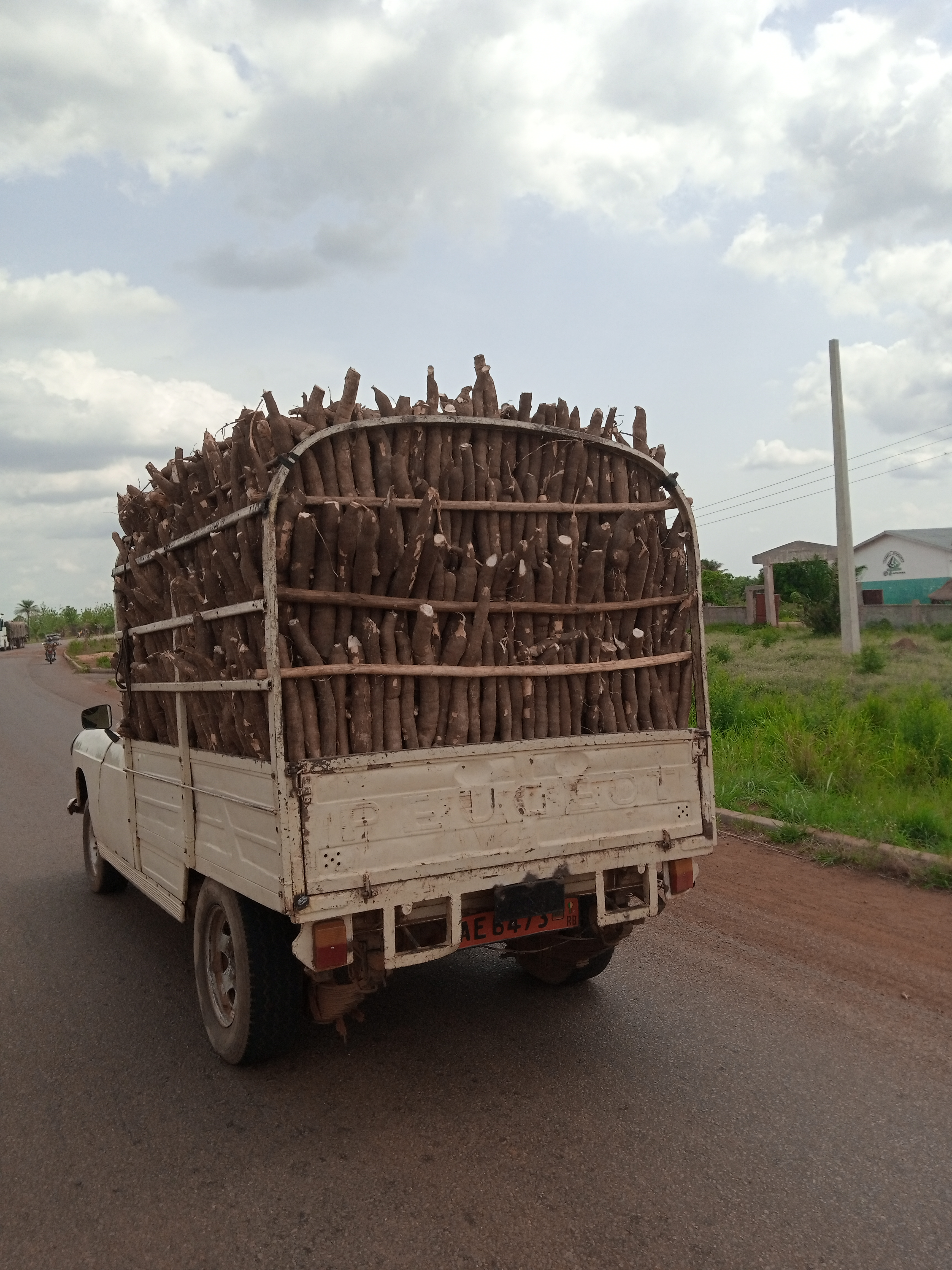
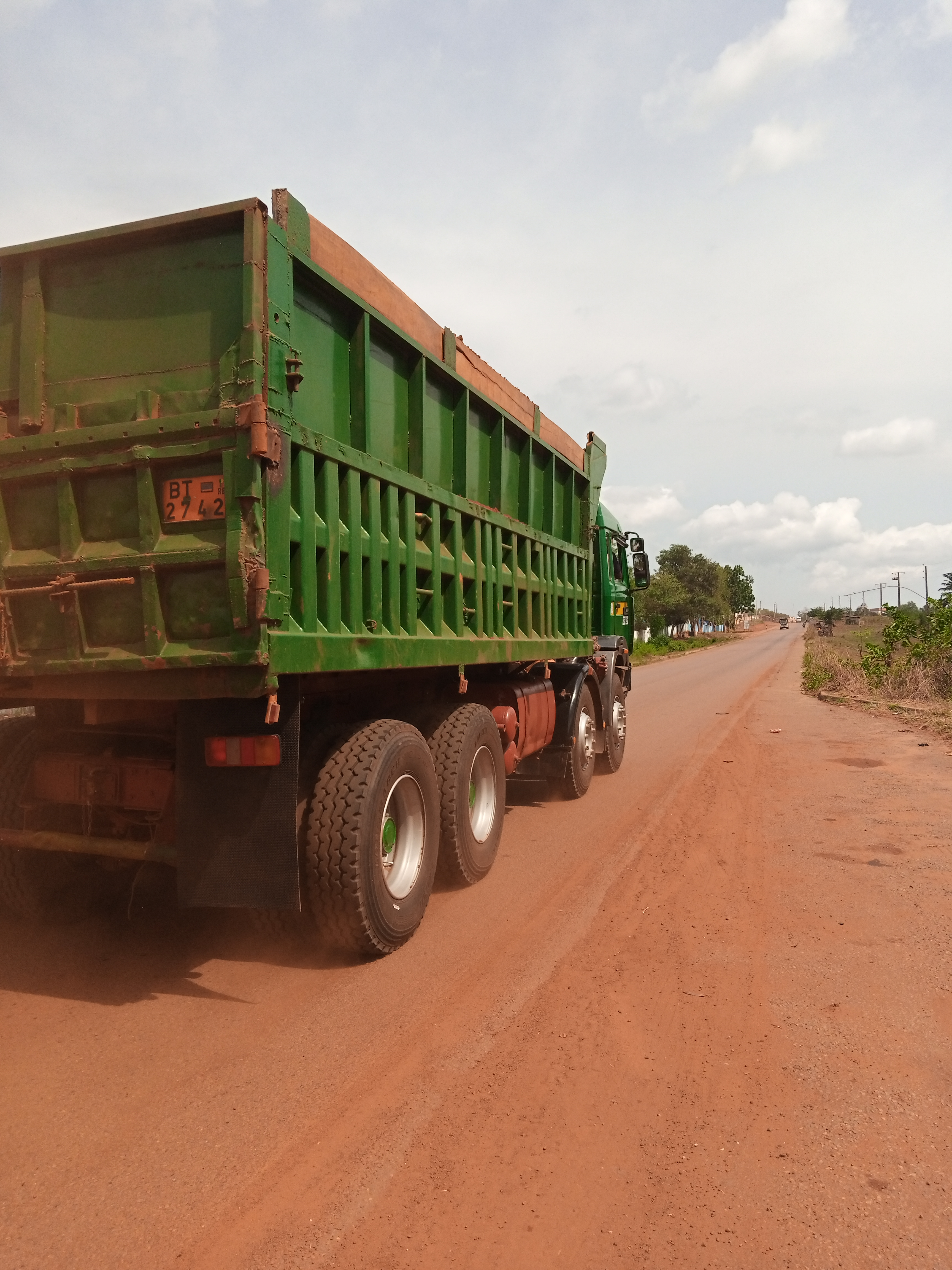

## Tracé
- Département du Plateau
  - Sakété
  - Pobè
  - Kétou